# Aviron aux Jeux olympiques de 1912
Navigation
Édition précédente Édition suivante
Résultats des épreuves d'aviron aux Jeux olympiques de 1912 à Stockholm.

## Tableau des médailles pour l'aviron
| rang | pays            | Médaille d'or | Médaille d'argent | Médaille de bronze | Total |
| ---- | --------------- | ------------- | ----------------- | ------------------ | ----- |
| 1    | Grande-Bretagne | 2             | 2                 | 0                  | 4     |
| 2    | Allemagne       | 1             | 0                 | 1                  | 2     |
| 2    | Danemark        | 1             | 0                 | 1                  | 2     |
| 4    | Belgique        | 0             | 1                 | 0                  | 1     |
| 4    | Suède           | 0             | 1                 | 0                  | 1     |
| 5    | Norvège         | 0             | 0                 | 2                  | 2     |
| 6    | Canada          | 0             | 0                 | 1                  | 1     |
| 6    | Russie          | 0             | 0                 | 1                  | 1     |

## Podiums
| Podiums                       | | | |
| un rameur - skiff             | Royaume-Uni William Kinnear 7 min 47 s | Belgique Polydore Veirman 7 min 56 s | Canada Everard Butler Russie Mark Kuusik |
| quatre en pointe avec barreur | Allemagne Albert Arnheiter, Hermann Wilker, Otto Fickeisen, Rudolf Fickeisen Karl Leister ?                                                                 | Royaume-Uni Julius Beresford, Karl Vernon, Charles Rought, Herbert Logan, Geoffrey Carr ?                                                                                             | Danemark Erik Bisgaard, Rasmus Frandsen, Mikael Simonsen, Poul Thymann, Ejgil Clemmensen Norvège Henry Larsen,Mathias Torstensen, Theodor Klem, Håkon Tønsager, Ejnar Tønsager |
| embarcations quatre barré     | Danemark Ejlert Allert, Jørgen Hansen (en), Carl Möller, Carl Petersen, Poul Hartman ?                                                                      | Suède Ture Rosvall, William Bruhn-Möller, Conrad Brunkman, Herman Dahlbäck, Wilhelm Wilkens ?                                                                                         | Norvège Claus Höyer, Reidar Holter, Magnus Herseth, Frithiof Ostald, Olaf Björnstad ?                                                                                          |
| huit en pointe avec barreur   | Royaume-Uni Edgar Burgess, Sidney Swann, Leslie Wormald, Ewart Horsfall, James Gillan, Arthur Garton, Alister Kirby, Philip Fleming, Henry Wells 6 min 15 s | Royaume-Uni William Fison, William Parker (en), Thomas Gillepsie, Beaufort Burdekin, Frederick Pitman, Arthur Wiggins, Charles Littlejohn, Robert Bourne, John Walker (en) 6 min 20 s | Allemagne Otto Liebing, Max Broeske, Fritz Bartholomae, Willi Bartholomae, Werner Dehnn, Rudolf Reichelt, Hans Mathiae, Kurt Runge, Max Vetter                                 |